# Francesca Bucchieri
Francesca Bucchieri (Ragusa, 6 dicembre 2003) è una cestista italiana.
Ala piccola di 182 cm, ha giocato a Ragusa nella massima serie italiana. 